# Дом-музей Эдгара Аллана По
Дом-музей Эдгара Аллана По — дом, в котором американский писатель Эдгар Аллан По проживал в 1830-х годах. Небольшое неприметное строение, расположенное по адресу 203 North Amity St. в Балтиморе, штат Мэриленд, в 1949 году ставшее домом-музеем писателя, представляет собой типичный террасный дом. В 1972 году он был признан Национальным историческим памятником США.
Из-за потери финансирования со стороны города Балтимор, музей закрылся для посетителей в октябре 2012 года. «Poe Baltimore», новый руководящий орган музея, вновь открыл дом-музей для посетителей 5 октября 2013 года. В доме проводится Международный фестиваль и вручение наград Эдгара Аллана По, который проходит ежегодно в октябре.

## История
Кирпичный дом, который тогда имел номер 3 Amity St., а на сегодняшний день номер 203 North Amity Street, предположительно был построен в 1830 году и арендован тетей По Марией Клемм в 1832 году. Вместе с Клемм в доме жили её больная мать, Элизабет Кернэс По, и её дочь Вирджиния Клемм. Эдгар Аллан По переехал к семье в 1833 году в возрасте 23 лет, покинув Вест-Пойнт. Вирджинии в то время было 10 лет; По женится на ней три года спустя, хотя их единственная публичная церемония состоялась в 1836 году. По жил в этом доме примерно с 1833 по 1835 год.
Дом был арендован на пенсионные деньги, которые Элизабет собрала благодаря своему мужу, Дэвиду По-старшему, ветерану Войны за независимость США. Дом небольшой, а комната По на верхнем этаже имеет потолок с резким наклоном, высота которого в самой высокой точке составляет шесть футов.
В 1930-х годах дома в этом районе, включая дом По, были предназначены для сноса, чтобы освободить место для проекта социального жилья «Poe Homes». Дом был спасён благодаря усилиям «Общества Эдгара По в Балтиморе», которое договорилось с городом Балтимор и в 1949 году открыло дом под названием «Дом По в Балтиморе». Бывшие экспозиции музея включали прядь волос По, небольшой фрагмент гроба По, телескоп, которым пользовался По, оригинальный фарфор, принадлежавший Джону Аллану (опекуну По после смерти Элизы По), большую репродукцию портрета Вирджинии Клемм, написанную после её смерти, а также множество других изображений, связанных с По. Также был выставлен оригинальный некролог Руфуса Гризвольда, опубликованный 24 октября 1849 года в The Dollar Newspaper в Филадельфии, а также репринт объявления По о создании нового литературного журнала под названием The Stylus — начинание, которое так и не было реализовано.
В 1979 году во время ремонта дома рабочие подняли половицы и обнаружили скелетные останки, напоминающие о рассказе По «Сердце-обличитель». Оказалось, что это кости животных, выброшенные в так называемую «мусорную яму» под домом.
В период с 1980 по 2011 год музей в течение года проводил ряд мероприятий, посвящённых По. Например, как утверждалось, самое большое в мире празднование дня рождения По проводится каждый январь в Westminster Hall and Burying Ground, где По был похоронен после смерти в октябре 1849 года. В 2009 году музей устроил третьи похороны По (театрализованные) через 160 лет после смерти По на Вестминстерском кладбище.
В 2011 году власти города Балтимор сократили субсидию музею, что в конечном итоге привело к его закрытию в 2012 году. После того, как в 2011 году городские власти прекратили ежегодную поддержку в размере 85 000 долларов, музей работал на резервные средства в размере 380 000 долларов счете для сбора средств на дом По.
Усилия по сохранению музея предпринимались в самых разных местах: некоммерческий проект Pennies For Poe: Save the Poe House in Baltimore, некоммерческая театральная компания Bedlam Ensemble в Нью-Йорке поставила спектакль The Delirium of Edgar Allan Poe и фильм Ворон 2012 года.
В 2012 году, по данным «Общества Эдгара По в Балтиморе», музей был закрыт 28 сентября 2012 года без предварительного уведомления общественности. Джефф Джером, куратор музея на протяжении более трех десятилетий, был уволен.
В 2013 году Дом-музей Эдгара Аллана По был вновь открыт для посетителей под эгидой некоммерческой организации «Poe Baltimore», созданной для управления и обслуживания дома-музея. Новые ежегодные программы Дома По включают в себя: Международный фестиваль Эдгара Аллана По и премия The Saturday 'Visiter' Awards.
В 2020 году дом По был внесен в реестр литературных достопримечательностей Американской библиотечной ассоциации. Это был первый исторический объект в штате Мэриленд, внесенный в этот список. Церемония посвящения состоялась в доме По в годовщину дня рождения По, 19 января 2020 года.
Музей еженедельно открыт для публичных экскурсий, хотя в 2020 году он был временно закрыт в связи с пандемией COVID-19. Во время временного закрытия музей продолжал виртуальные экскурсии.

## Poe Baltimore
В 2013 году была создана новая некоммерческая организация «Poe Baltimore», которая стала новым руководящим органом музея и стала управлять Домом-музеем Эдгара Аллана По. Он вновь открылся для посетителей 5 октября 2013 года. «Poe Baltimore» является независимой организацией, а в состав совета директоров и волонтерского корпуса входят члены «Общества Эдгара По в Балтиморе». Музей проводит ежемесячные и ежегодные мероприятия в доме По и в окрестностях города Балтимор.
В 2018 году музей создал новое ежегодное мероприятие — Международный фестиваль и вручение наград Эдгара Аллана По (Poe Fest International) — двухдневный фестиваль на открытом воздухе, который проводится в тени дома По и посвящен годовщине загадочной смерти По в Балтиморе. В рамках фестиваля проводятся экскурсии по другим местам Балтимора, связанным с По, а также реконструкция похорон в историческом особняке Кэрролла. В 2019 году «Poe Baltimore» учредил премию The Saturday 'Visiter' Awards, которая присуждается за искусство и писательство, вдохновленные По. Премия названа в честь газеты Baltimore Saturday Visiter, периодического издания, которое в 1833 году присудило Эдгару Аллану По первую премию за его рассказ «Рукопись, найденная в бутылке».

## Общие сведения
Дом-музей По представляет собой 2,5-этажное двухпролётное кирпичное строение с двускатной металлической крышей. Входная дверь находится на левой стороне западного фасада, на вершине деревянного крыльца. С севера дом примыкает к соседнему зданию; южная часть дома не имеет окон. Односкатная люкарна расположена в центре западной крыши. Сзади двухэтажный овал выступает с южной стороны основного блока. Его крыша наклонена к северу. Дом расположен на западном краю активного жилищного проекта для малоимущих, который получил название «Poe Homes» в западном районе Попплтона в Балтиморе.
Вход в дом осуществляется через переднюю гостиную, столовая находится сзади и спускается на две ступеньки вниз. Из столовой узкая лестница ведет в подвал и на второй этаж. Две спальни занимают второй этаж, а лестница ведет на небольшой чердак или мансарду, где, возможно, жил По. В доме сохранилась большая часть оригинальной деревянной отделки.

## Работы, написанные в этом доме
Данный список произведений Эдгара Аллана По может являться неполным. Согласно исследованию «Общество Эдгара По в Балтиморе», некоторые произведения были созданы во время пребывания По в этом доме с 1833 по 1835 годах:
| Рассказы - «Рукопись, найденная в бутылке» (1833) - «Свидание» (1834) - «Знаменитость» (1835) - «Тень. Парабола» (1835) - «Тишина» (1833) - «Береника» (1835) - «Морелла» (1835) - «Король Чума» (1835) - «Необыкновенное приключение некоего Ганса Пфааля» (1835) | Стихотворения - «Гимн» (1833) - «Энигма» (1833) - «Серенада» (1833) - «Фэнни» (1833) - «Колизей» (1833) - «Элизабет» (1833) - «К Марии» (1835) |